# Hypertriglyceridämie
Als eine Hypertriglyceridämie oder Hypertriglyzeridämie (abgekürzt HTG) bezeichnet man eine Fettstoffwechselstörung mit Erhöhung der Triacylglyceride (Triglyzeride) im Blut des Menschen über einen physiologischen Wert von etwa 1,7 mmol/l (150 mg/dl) hinaus.

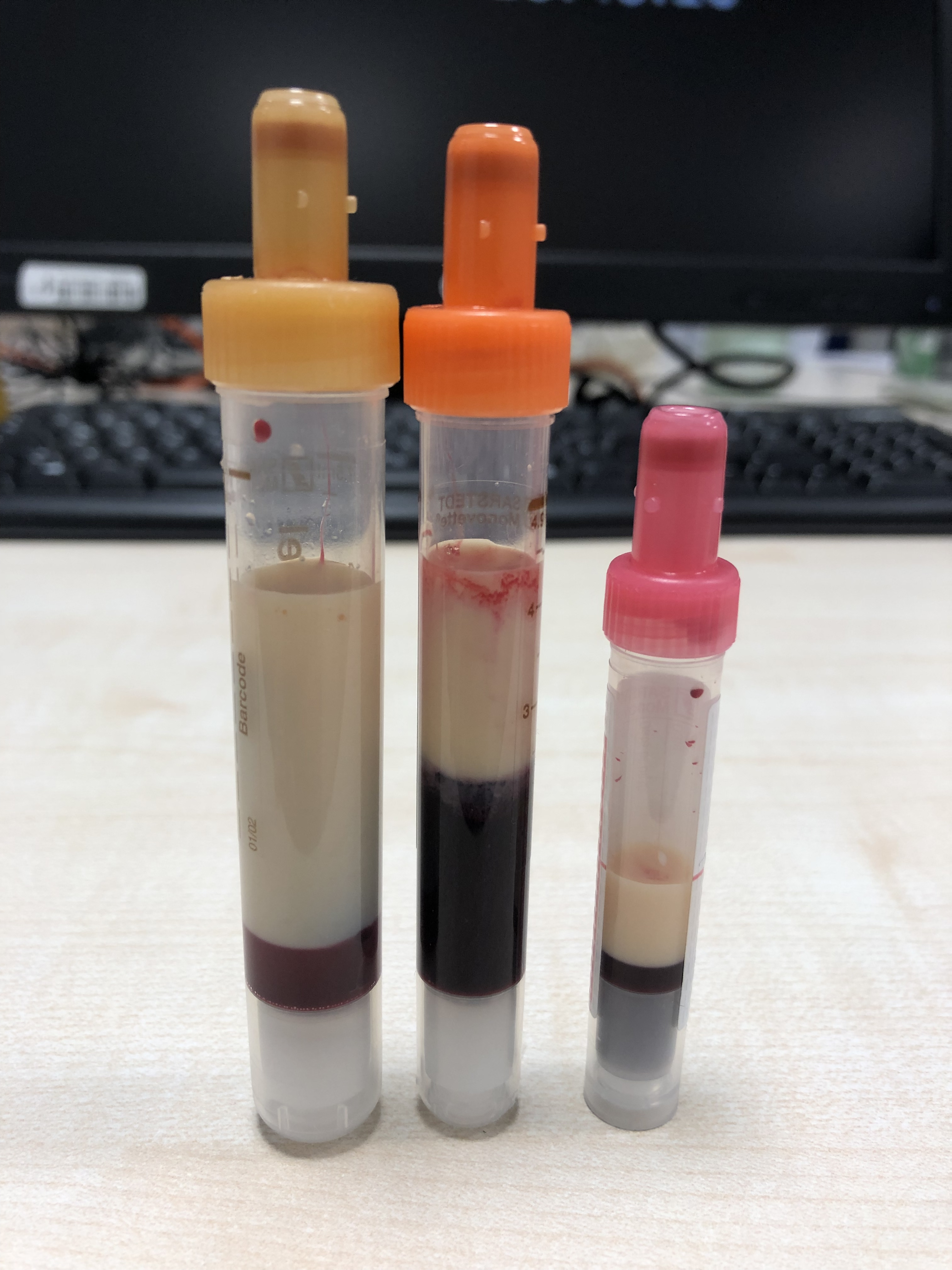
„Abgestandene“ Blutproben eines Patienten mit ausgeprägter Hypertriglyceridämie

Diese Erhöhung kann genetisch bedingt sein, so durch Mangel des Enzyms Lipoproteinlipase, des Apolipoproteins C2 oder durch eine verminderte LDL-Rezeptorendichte.
Aber auch Lebensstilfaktoren oder weitere Erkrankungen können eine Hypertriglyceridämie zur Folge haben. Beispiele sind Diabetes mellitus, metabolisches Syndrom (Übergewicht, Adipositas), vermehrter Alkoholkonsum (Alkoholmissbrauch), Hypothyreose, Gicht, Nierenfunktionsstörungen, Glykogenspeicherkrankheiten, Morbus Cushing und systemischer Lupus erythematodes.
Auch bei der Einnahme von gewissen Medikamenten, unter anderem hormonellen Verhütungsmitteln, harntreibenden Mitteln, sowie bei der Behandlung mit Cortisol, Betablockern, gewissen Virostatika und Isotretinoin (zur Behandlung von Akne) kann eine Hypertriglyceridämie auftreten.

## Häufigkeit
Die Prävalenz (Krankheitshäufigkeit) der Hypertriglyceridämie beim erwachsenen Menschen liegt bei 15–20 %. In der Regel (80–90 % der Betroffenen) sind die Triglyzeridspiegel mit 180 mg/dl bis 400 mg/dl nur moderat erhöht, bei etwa 15 % liegt der Wert zwischen 400 mg/dl und 1000 mg/dl und gelegentlich höher. Weit darüber hinausgehende Werte sind selten, Konzentrationen über 15.000 mg/dl jedoch möglich.

## Bedeutung
Eine Hypertriglyceridämie ist in der Regel nicht mit akuten klinischen Symptomen verbunden, kann aber langfristig zu Erkrankungen führen. Dazu gehören eine leichte Beschleunigung der Gefäßalterung (progressive Arteriosklerose) und ein damit verbundenes erhöhtes Risiko für kardiovaskuläre Folgeerkrankungen.
Eine starke Erhöhung der Triglyzeridkonzentration im Blut von mehr als 1000 mg/dl kann eine lebensgefährliche, akute Pankreatitis auslösen. Eine Hypertriglyzeridämie kann eine schwerwiegende Komplikation während einer Schwangerschaft sein. Das gleichzeitige Vorliegen eines Diabetes mellitus und/oder einer vorbestehenden Fettstoffwechselstörung erhöht dann das Risiko für eine akute Pankreatitis. Zu äußerlich sichtbaren Symptomen einer Hypertriglyceridämie bei sehr hohem Triglyezeridspiegel gehören eruptive Xanthome der Haut.

## Einteilung
Die Einteilung der HTG kann anhand der gemessenen Triglyceridkonzentrationen erfolgen:
- Normalbefund: unter 150 mg/dl (1,7 mmol/L)
- moderate HTG: 150 bis 1000 mg/dL (1,7 bis 11,4 mmol/L)
  - nach anderen Ansichten 175 bis zwischen 500 und 1000 (häufig bis 885) mg/dL
- schwere HTG: über 1000 mg/dl (11,4 mmol/L)

## Therapie
Grundsätzlich müssen zunächst die zugrunde liegenden Ursachen beseitigt oder therapiert werden. Den größten Einfluss haben hierbei Maßnahmen zur Veränderung des Lebensstils (Evidenzgrad A). Häufig tritt die mit einem metabolischen Syndrom assoziierte Hypertriglyceridämie bei Übergewicht und Adipositas, bei chronischem Alkoholmissbrauch und bei Diabetes mellitus auf. In diesen Fällen können etwa eine Gewichtsreduktion in Verbindung mit körperlicher Aktivität oder ein Verzicht auf Alkohol zweckmäßig sein. Zudem ist die Einstellung des Blutzuckers ebenso wichtig wie die Lebensstilveränderung sowie die Gewichtsreduktion. Zur Verringerung des Körpergewichts wird eine energiereduzierte, lipidsenkende Ernährung empfohlen. Zucker und zuckerhaltige Lebensmittel wie Süßspeisen, Süßigkeiten und Backwaren sollten gemieden oder wenigstens stark eingeschränkt werden, da vor allem Mono- und Disaccharide die hepatische VLDL-Triglyceridsynthese steigern.
Eine Senkung der Triglyceride kann durch Gabe von MCT-Fetten als Ersatz für andere Fette erfolgen und kann bei schwerer Triglyceridämie erwogen werden.
Falls durch diese Maßnahmen die Hypertriglyceridämie nicht erfolgreich therapiert ist, kann eine unterstützende medikamentöse Behandlung mit Fibraten erforderlich sein. Durch Fibrate kann eine Absenkung der Triglyzeride um 20–70 % (evidenzbasiert 30–50 %) erreicht werden. Eine vergleichbare Absenkung (um etwa 25–30 %) kann durch eine hochdosierte Gabe von Omega-3-Fettsäuren erreicht werden. Statine und PCSK9-Hemmer können eine Absenkung um 10–20 % bewirken, Ezetimib um 5–10 %. Bei Anwendung von Statinen gibt es Belege für eine Reduktion der kardiovaskulären Mortalität und der Gesamtmortalität. Gallensäurebinder sind bei vorbestehender Hypertriglyceridämie kontraindiziert, da sie die Triglyzeridkonzentration erhöhen können.
Im Fall einer akuten und schweren, insbesondere lebensbedrohlichen, Pankreatitis, die durch hohe Triglyzerid-Konzentrationen im Blut von mehr als 1000 mg/dl (schwere Hypertriglyceridämie) verursacht wird, kann eine Absenkung der Triglyzeride durch eine Apherese-Behandlung die Prognose der Patienten deutlich verbessern. Dies ist zum Beispiel mithilfe einer Doppelfiltrations-Plasmapherese (DFPP) möglich. In seltenen Fällen kann bei Patienten mit immer wiederkehrenden Entzündungen der Bauchspeicheldrüse eine regelmäßige Apherese-Behandlung erforderlich werden. Dadurch kann auch die Wahrscheinlichkeit eines Rezidivs geringer werden.